# Air Gear
Air Gear är en mangaserie som skrivs och tecknas av Oh! Great, även känd som Ougure Ito, en alternativ läsning av hans författarpseudonym. Serien publiceras sedan 2002 i den japanska mangaantologin Weekly Shonen Magazine. Serien blev anime i april 2006 och sänds av TV Tokyo. Under 2006–2007 gavs den ut på svenska i den numera nedlagda tidningen Manga Mania. Det är ännu oklart om den kommer att släppas i pocket. 

## Handling
Ikki, som är en riktig bråkstake, hamnar i knipa då han blir attackerad av ett s.k. Storm Riders-gäng. Storm Riders använder sig av Air Trek, motordrivna inlines med stötdämpare, i sina gängkrig. För att besegra gänget som attackerade honom så har Ikki inget annat val än att använda sig av samma medel. Han får dock lite hjälp på vägen från oväntat håll då det visar sig att systrarna Noyamano, som han bor hos, under lång tid har sysslat med Air Trek i hemlighet. Serien följer Ikkis karriär som Storm Rider i Tokyo och hans försök att bilda ett eget Storm Riders-gäng.

## Huvudkaraktärer
- Ikki: Itsuki, även känd som Ikki eller "Higachuus mäktigaste babyface", är 13 år och har inga föräldrar. Istället bor han hos systrarna Noyamano (även de föräldralösa). De har tagit hand om Ikki sedan han var tre år gammal eftersom deras föräldrar var goda vänner. Ikki är ledare för ett (icke Air Trek-gäng) vid namn Higachuu Guns, bestående av klasskompisar från skolan. Han beundrar den japanska prowrestlingbrottaren Antonio Inoki.

- Ringo: Ikkis snällaste "syster", 14 år gammal, som har lite mer än systerliga känslor för Ikki. En skicklig Air Trek-åkare.

- Kazu: Ikkis klasskamrat och medlem i Higachuu Guns.

- Onigiri: Ikkis klasskamrat och medlem i Higachuu Guns.

- Buccha: Ringos klasskamrat. Ett riktigt matvrak vars familj äger ett anrikt buddhisttempel. Dyker upp i bok 2. Seriens hittills enda mörkhyade karaktär.

- Svalan, aka Flyttfågeln Simca: En mystisk tjej som är fantastiskt duktig på Air Trek. Hon tycks ha höga förväntningar på Ikki.

- Akito/Agito: En liten kille med dubbla personligheter som används för att jaga och oskadliggöra bråkiga Storm Riders. För övrigt seriens mest populära karaktär bland de japanska läsarna. Dyker upp i bok 4.

### Övriga karaktärer
- Mikan: Ikkis bråkstake till "syster", 17 år gammal, som har ett våldsamt humör och älskar ramen (kinesisk nudelsoppa på japanskt vis). Bra på att laga trasiga Air Trek.

- Rika: Rika, som är 22 år, har försörjt familjen samt Ikki sedan deras föräldrar försvann. Rika var då 12 år gammal och fick hoppa av skolan för att kunna jobba.

- Shiraume: Familjens yngsta syster, 10 år, är lite bortskämd och beter sig inte riktigt som 10-åringar ska. Tillverkar groteska dockor.

- Emiri Klasskamrat som hyser känslor för Kazu. Friidrottare och stark som en björn.

- Yayoi Emiris bästis. Även hon sysslar med friidrott.

- Spitfire: En ung man som kontrollerar emblemet till Flammornas väg. Eldslågor slår upp i hans spår. Till vardags är han frisör.

- Inuyama Ledare för Rez-Boa-Dogs. En karlakarl som tycks uppskatta Leningrad Cowboys frisyrer.

- Magaki Ledare för Skull Saders. En rå och brutal sälle.

- Fröken Tonkan Ikki, Onigiri och Kazus klassföreståndare. En virrig men godhjärtad ung lärare.

- Magister Orihara En sträng lärare som en gång i tiden var klassföreståndare för fröken Tonkan. Ikkis nemesis inom lärarkåren.

- Farfar Koro En mystisk gubbe som är en fena på att åka Air Treck. Han har gett Ikki ett par mystiska reservdelar till Air Treck.

- Tant Jaba Överväldigande kvinna som driver en Air Treck-specialiserad affär på hjul och som bara har öppet på natten.

## Storm Riders
Storm Riders är en fiktiv vision av "framtidens bosouzoku", japanska motorcykelgäng, som i Air Gear har bytt motorcyklarna mot motordrivna inlines. Dessa gäng, ofta bestående av ungdomar, använder Air Treck i sina gängkrig. Varje gäng har ett emblem och dekaler som används för att bestämma revir. Gängets styrka klassificeras A-F, där F betyder nybörjare och A är den absoluta toppklassen. Gänget stiger i rank beroende på hur många andra gäng man besegrat. Det finns ett antal olika sorters officiella gängstrider som utförs under organiserade former. 

### Kända Storm Ridersgäng
- Rez-Boa-Dogs: Ett gäng lett av den stoiske Inuyama, vars medlemmar använder hundformade hjälmar. Namnet är taget från titeln på filmen De hänsynslösa, vars namn uttalas "rezuboa doggusu" på japanska.

- Sleeping Forest: Legendariskt Storm Riders-gäng. Ingen tycks riktigt veta vilka de är men systrarna Noyamano tycks ha anknytning till det.

- Skull Saders: Gänget som attackerar Ikki i berättelsens början. Leds av Magatsu. Deras hjälmar är formade som döskallar.

- Yaooo!! - Nattens Furste: Ett gäng som har Ikkis skola som territorium och enbart attackerar under nattetid. Leds av Buccha.

- Agito Ett enmanslag som kontrolleras av Kaito Wanijima och G-Men.

### Övriga gäng och organisationer
- Higachuu Gunz: Ikkis gäng på högstadiet. Använder sig ej av Air Treck.

- Nishichuu: Higachuus ärkerivaler. Använder sig ej av Air Treck.

- G-men: En organisation ledd av Kaito Wanijima vars avsikter tycks höljda i dunkel.

### Officiella gängstrider
- Parts War: Ett lag utmanar ett annat på strid och lägger antingen sitt emblem eller reservdelar till sina Air Treck som insats. Striden sker inom det utmanade lagets territorium och tar sig olika former beroende på det utmanade lagets rank. 3 vinster i rad mot ett lag av högre rank än ditt eget gör att lagets ranking automatiskt stiger en nivå. Vinnaren behåller förlorarens insats, vilket gör Parts War till ett bra sätt att få tag i sällsynta eller dyra reservdelar. Utmaningarna sker ofta via internet. Det utmanade laget har rätt att tacka nej till utmaningar. Det går även att utmana ett annat lag genom att klistra över deras revirmarkeringar, så kallade dekaler, med det egna gängets logo.

## Anime
Air Gear - Ten Kakeru Tsubasa är Air Gear-animen. Den animeras av TOEI Animation. Animeserien täcker mangans berättelse upp till bok 8. Ingen fortsättning är planerad i nuvarande läge. I februari 2007 släpptes en engelsktextad utgåva av animeserien på DVD i region 1 (USA). 

### Info
Längd 25 avsnitt 
Ursprunglig TV-sändning 2006-04-04 - 2006-09-26 
Ursprunglig TV-kanal TV Tokyo
Produktion Air Gear Production Team, Marvelous Entertainment 
Öppningslåt Chain av gruppen Back-on 
Avslutningslåt Sky-2-High av gruppen skankfunk 

### Personal
Regissör Hajime Kamegaki 
Producent Nobuaki Suzuki, Takao Yoshizawa 
Seriekompositör Chiaki J. Konaka 
Avsnittsregissör Hajime Kamegaki 
Musikkompositör skankfunk 
Originalmanus Oh! great
Karaktärsdesign Masayuki Sato 
Art Director Masayuki Sato 
Animationsscenografi Yukiko Iijima 
Planering Kozo Morishita, Yoshiaki Kataoka 
Ljudeffekter Mitchihiro Ito 
Ljudproducent Yuichiro Takabata 

### Japanska röstskådespelare
Itsuki "Ikki" Minami Kenta Kamakari 
Ikki som barn Haruhi Terada 
Ringo Noyamano Mariya Ise 
Simca Rie Tanaka 
Mihotoke "Buccha" Issa Hitoshi Bifu 
Akito/Agito Wanijima Kokoro Kikuchi 
Onigiri Masami Kikuchi 
Kazu Kenn 
Mikan Noyamano Seika Hosokawa 
Shiraume "Ume" Noyamano Yukiko Hanioka 
Rika Noyamano Naoko Matsui 
Sora Takeuchi Mitsuru Miyamoto 
Magaki Nobuyuki Hiyama 
Spitfire Kenjiro Tsuda 
Akira Udoh Kenji Nojima 
Emiri Shouko Ishii 
Benkei Wakana Yamazaki 
Yasuyoshi Sano Hiroaki Hirata 
Magister Orihara Tomoyuki Dan 
Fröken Tonkan (Ton-chan) Noriko Shitaya 
Kaito Wanijima Hikaru Modorikawa 

## Övrig information om Air Gear
Storm Riders-gängens emblem och logotyp har designats av Kei Machida (som även gör en liten cameo längre fram i serien). 
Air Gear publiceras helt ocensurerad på svenska. Serien innehåller våldsamma scener samt mild nakenhet (dock ej hentai). 
Sverige är enligt den japanska utgivaren Kodansha det andra landet utanför Asien som gav ut en översatt version av Air Gear. Frankrike har tidigare översatt delar av volym 1. Serien finns även delvis utgiven på engelska. 
Air Gears publikation i Manga Mania avslutades med i nr 8 2007 i och med kapitel 35 i bok 5. 